# Papa Zeferino
Zeferino (em latim: Zephyrinus) foi o primeiro Papa do século III e décimo quinto da Igreja, sucedendo a Vítor I.
Natural de Roma, foi eleito em 199. O seu pontificado se caracterizou por duras lutas teológicas que levaram, por exemplo à excomunhão de Tertuliano. Assim como, durante seu pontificado a heresia patripasiana da negação da Santíssima Trindade, incutida por Praxeas, reergueu-se furiosamente e, por isso, foi duramente combatida pelo Papa. Seu crítico, São Hipólito, o descreveu como um homem simples, sem educação e dominado pelo seu assessor, Calisto.
Zeferino foi o primeiro Pontífice que desejou criar uma catacumba na Via Ápia, cujos cuidados foram por ele confiados ao diácono Calisto (e, por isso, chamada de catacumba de Calisto).
Zeferino estabeleceu que os fiéis católicos, depois dos 14 anos, comungassem, pelo menos na ocasião da Festa da Páscoa. Determinou o uso da patena e dos cálices sagrados, até então confeccionados em madeira, que deveriam ser feitos ao menos de vidro.
Foi martirizado em 20 de dezembro de 217, sendo venerado como santo no dia 26 de agosto.
A festa de São Zeferino, Papa e Mártir acontecia todo dia 26 de Agosto, mas desde 1970 é celebrado no dia 20 de Agosto, dia de sua morte.